# 非洲板块
非洲板块是一个较大的板块，几乎包含整个非洲大陆，向西一至延伸到中大西洋海岭。它是1968年勒皮雄提出的六大板块之一，范围基本没有变动。
非洲板块的西界是一个离散边界，形成中大西洋海岭的中段和南段，非洲板块隔此边界在北部与北美洲板块相接，在南部与南美洲板块相接。非洲板块的东北界与阿拉伯板块相接，东南界与印度-澳大利亚板块相接，在北部和南部与之相邻的则分别是欧亚板块和南极洲板块。除了与欧亚板块之间的北界外，其余边界均是离散边界。
非洲板块由几个克拉通（即古陆的稳定陆核）组成，它们在大约5.5亿年前冈瓦纳超大陆形成的过程中会聚在一起，形成现代非洲大陆的前身。这些克拉通自南向北依次是卡拉哈里克拉通、刚果克拉通、坦尚尼亞克拉通和西非克拉通。每一个克拉通都可以进一步分成几个更小的地块或叫地体，它们沿着前冈瓦纳造山带拼合在一起。
非洲板块在其内部的东部沿着构造和火山活动区阿法尔三角和东非大裂谷发生裂谷作用。这个裂谷区将非洲板块几乎分成了大小明显不等的两部分。据推测，在阿法尔地区之下存在一个地幔热柱。由于这个裂谷区的存在，有人将非洲板块又细分为西部较大的努比亚板块和东部较小的索马里板块
非洲板块的运动速度，据估计大约是每年2.15厘米。按这个速度运动下去，非洲大陆将在大约65万年之后撞上西班牙的南角，而使地中海被封闭而来。
大西洋中的新英格兰热点的活动很可能是非洲板块上一短列中到晚第三纪海山的成因，但是这个热点现在正处于不活动状态。